# Teissieridae
Teissieridae is een familie van neteldieren uit de klasse van de Hydrozoa (hydroïdpoliepen).

## Geslachten
- Pseudosolanderia Bouillon & Gravier-Bonnet, 1988
- Teissiera Bouillon, 1974